# Diócesis de Temuco
La diócesis de Temuco o de San José de Temuco (en latín: Dioecesis Temucensis) es una circunscripción eclesiástica de la Iglesia católica en Chile. Se trata de una diócesis latina, sufragánea de la arquidiócesis de la Santísima Concepción. Desde el 4 de marzo de 2023 su obispo es Jorge Enrique Concha Cayuqueo, de la Orden de Frailes Menores.

## Territorio y organización

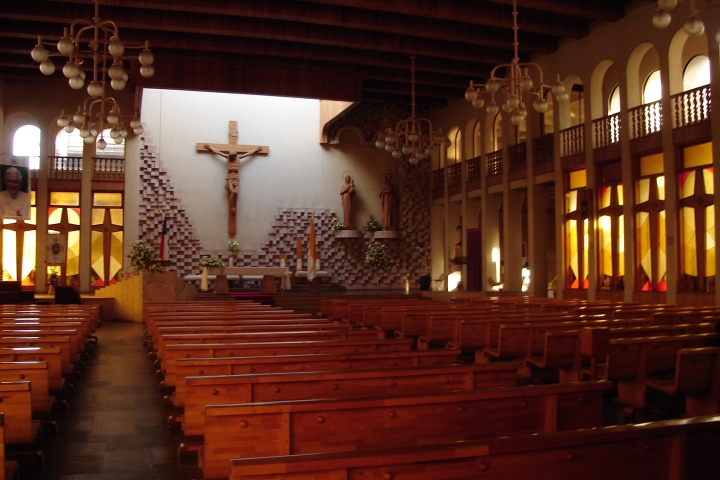
Interior de la catedral de Temuco

La diócesis tiene 17 474 km² y extiende su jurisdicción sobre los fieles católicos de rito latino residentes en parte de la región de La Araucanía, comprendiendo la provincia de Malleco y en la provincia de Cautín las comunas de: Temuco, Lautaro (excepto la fracción de Ultracautín), Galvarino, Perquenco, Nueva Imperial, Carahue y Cholchol. Al norte limita con la diócesis de Santa María de Los Ángeles, cuyo límite corresponde al río Renaico; al sur con la diócesis de Villarrica, separados por los ríos Imperial y Cautín; al este limita con la diócesis de Neuquén (en Argentina); y al oeste con la arquidiócesis de la Santísima Concepción, separada por la cordillera de Nahuelbuta hasta el río Tirúa y el océano Pacífico.
La sede de la diócesis se encuentra en la ciudad de Temuco, en donde se halla la Catedral de San José. La diócesis de Temuco es la actual administradora de la Universidad Católica de Temuco.
En 2020 en la diócesis existían 37 parroquias agrupadas en 4 decanatos.

## Historia

### Independencia de Chile y fundación de la ciudad de Temuco
El Reino de Chile comenzó un proceso de emancipación o independencia, estableciendo la Primera Junta Nacional de Gobierno el 18 de septiembre de 1810. El Reino de Chile se independizó y se erigió como república independiente en 1818. La Iglesia, por su parte, se encontraba asentada en la ciudad de Concepción y continuó su misión evangelizadora hacia las tierras del sur en donde anteriormente se estableció la antigua Diócesis de La Imperial. En 1872 se erigió en Angol (aún territorio araucano) la Iglesia de la Inmaculada Concepción. En 1881 el gobierno de Chile completó la Ocupación de la Araucanía y nació la ciudad de Temuco. Al año siguiente, el ministro Carlos Castellón Larenas y el general Gregorio Urrutia Venegas, fundaron la ciudad de Nueva Imperial a pocos kilómetros del lugar donde se ubicaba antiguamente La Imperial, hoy conocida como Carahue. 

### Llegada de las primeras misioneras

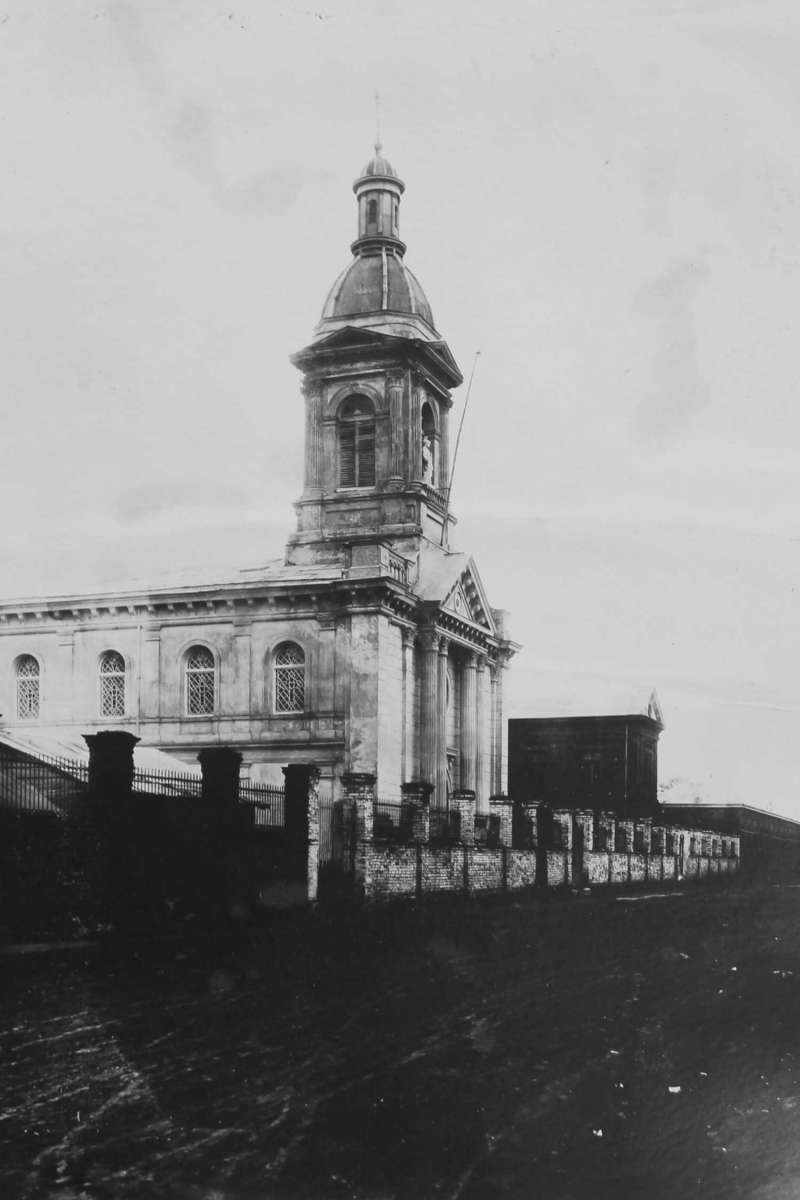
Iglesia de la Providencia consagrada por monseñor Plácido Labarca el 6 de enero de 1901 y destruida en el terremoto de 1960.

Para fines de 1800 la ciudad aún no contaba con educación religiosa ni una organización eclesiástica definida. En este contexto, la primera congregación religiosa en llegar a Temuco fueron las Hermanas de la Providencia que, por orden de su fundadora, llegaron a la capital regional el 24 de febrero de 1894 para fundar el primer colegio religioso de la zona. Les concedieron dos hectáreas a las afueras de la ciudad, cerca del Cerro Ñielol y en una zona de dedicada principalmente a la agricultura, para que construyeran su convento, una iglesia y la escuela. Las hermanas construyen un gran complejo educativo que llamaron Casa de la Providencia, en la cual se erigía una enorme iglesia que fue consagrada solemnemente el 6 de enero de 1901 por monseñor Plácido Labarca Olivares, obispo de Concepción. Al poco tiempo comenzaron a crecer tanto en alumnado como en extensión territorial, lo que para 1927 les permitió llegar a las 200 hectáreas de terreno disponible. Las Hermanas de la Providencia realizaron una labor evangelizadora de forma heroica, conociendo tanto la cultura como la lengua mapuches. Una de las obras más importantes de las hermanas fue la elaboración del Manual de Piedad, escrito en mapudungún.

### Primer párroco de Temuco
Por aquel entonces, los encargados de evangelizar la zona de La Araucanía eran los Hermanos Menores Capuchinos que, afincados en Villarrica, asistían pastoralmente a diversas zonas. La fama del padre Anselmo Carmín, que llega a Temuco en 1897, se extendió rápidamente por la ciudad, pero la necesidad de contar con un párroco a tiempo completo cada vez se hacía más imperante. Desde la fundación de Temuco se dispuso de un terreno para que, en el futuro, se construyera la iglesia catedral de la ciudad, emplazada en el mismo lugar que fue testigo de la primera misión realizada en el Cuartel del Regimiento en 1884. Desde aquel día el terreno quedaría marcado con una gran cruz que simbolizaba la llegada de la fe católica a la zona. 
El 15 de mayo de 1892 el periódico La Igualdad de Temuco daba a conocer la llegada a la ciudad del primer sacerdote párroco, el padre Ricardo Sepulveda Hermosilla:, que era enviado desde la Diócesis de la Santísima Concepción a los 33 años de edad. Su primera misa la celebró en casa de Amadeo Collin de calle Manuel Montt. Pronto empezaría a levantar la capilla parroquial donde se alzaba la simbólica cruz misional. La prosperidad de la misión no llegaría fácilmente ya que, en diversas ocasiones, eran los mismos vecinos de la ciudad quienes irrumpían violentamente las ceremonias. El historiador temuquense Eduardo Pino lo describe

«Pronto el aguerrido y militante laicismo de la ciudad resolvió emprenderlas contra este representante del clericalismo, que como un trapo rojo paseaba sus oscuras sotanas frente a sus endurecidas y librepensadoras convicciones. El fuego lo abrieron al llegar el mes de noviembre, irrumpiendo durante el mes de Maria con un desaforado concierto de tarros para acallar las piadosas pláticas de “este bello mes” con un demoniaco estruendo que llenaba de pavor a las buenas feligresas»
Eduardo Pino Zapata, "Historia de Temuco" (1969), pág. 42.

Al poco tiempo y, debido a los conflictos contra la fe católica, envían refuerzos desde Chiloé. Así es como llega a la ciudad el padre Felipe Oyarzún, conocido en su tierra natal como el "padre chaqueta", ya que quienes lo conocían afirmaban que su sobrenombre era consecuencia de un altercado entre él y uno de los lancheros de Achao, el cual se solucionó con una sola "trompada". La historia cuenta que, al siguiente Mes de María, era tal la confianza del pueblo católico, que se atrevieron a salir en procesión por las calles de la ciudad, entonando himnos marianos y alzando vivas a Cristo Rey. Pero lo que no sabían era que debajo de los inmensos cirios procesionales se escondían los garrotes que servirían de protección en caso de algún altercado El padre Felipe Oyarzún se haría cargo más tarde de la parroquia San Francisco de Asís donde fundó el primer colegio, que aún sigue en pie. Otra de las inicitivas que trajo desde Chiloé fue organizar ventas de pulmai y curantos en beneficio de las parroquias, tradición que hasta el día de hoy se conserva.

### Gobernación Eclesiástica de Temuco (1908-1925)
Debido al fuerte crecimiento de la ciudad, en 1908 la Diócesis de Concepción establece la gobernación eclesiástica de Temuco, abriendo la posibilidad de erigirla como una futura diócesis. El primer gobernador eclesiástico sería el padre Ricardo Sepúlveda , primer párroco de Temuco, quien sería nombrado prelado en 1911 y ordenado obispo el 18 de octubre de 1912, otorgándole la sede titular de Sofene. Al poco tiempo se fundaron dos nuevas parroquias: una en Carahue y otra en Galvarino. En 1919 el obispo Sepúlveda deja la gobernación eclesiástica, entregándosela a monseñor Prudencio Contardo, obispo auxiliar de Concepción.

## Erección de la diócesis de Temuco
El 18 de octubre de 1925 el papa Pío XI por medio de la bula «Notabiliter aucto», divide la Diócesis de la Santísima Concepción en tres nuevas diócesis: Linares, Chillán y Temuco. En el texto latino de la bula se lee:

«Separamos y arrancamos de una misma diócesis toda la provincia de Malleco y la parte de la provincia de Cautín situada al norte del río Cautín, y las parroquias de Nueva Imperial, Carahue y Galvarino, que hasta ahora estaban sujetas a la dicha diócesis de la Santísima Concepción, y los instauramos y erigimos en una nueva diócesis de Temuco, que se llamará de la ciudad del mismo nombre, que establecimos como sede del obispo, mientras levantamos la iglesia parroquial en honor a San José como iglesia catedral»
Bula «Notabiliter aucto» del Papa Pío XI (1925)

El 14 de diciembre de 1925 el papa Pío XI nombró a Prudencio Contardo Ibarra como primer obispo de Temuco, tomando posesión el 3 de mayo del año siguiente. Originalmente sufragánea de la arquidiócesis de Santiago de Chile, pasó a formar parte de la provincia eclesiástica de la arquidiócesis de Concepción el 20 de mayo de 1939. El 20 de junio de 1959 cedió una porción de su territorio para la erección de la Diócesis de Los Ángeles (hoy diócesis de Santa María de Los Ángeles) mediante la bula «Ex quo gravissimum» del papa Juan XXIII. Posteriormente, el departamento de Collipulli fue devuelto a la Diócesis de Temuco. En 1968 Bernardino Piñera convocó al I Sínodo de Temuco. 

## Visitas papales

### Visita apostólica del Papa Juan Pablo II (1987)
En abril de 1987 el papa Juan Pablo II visitó la ciudad de Temuco y se encontró con la comunidad católica en la llamada Pampa Ganaderos, cuyos anfitriones fueron Sergio Contreras Navia, obispo de Temuco y Sixto Parzinger Foild, obispo vicario apostólico de la Araucanía. Allí intercambiaron obsequios, el papa rezó el Padre Nuestro en mapudungún, la lengua del pueblo mapuche y celebró posteriormente la Santa Misa, cuya homilía quedaría grabada en el corazón de los temuquenses: 

«El Papa, hoy desde Temuco, alienta a los mapuches a que conserven con sano orgullo la cultura de su pueblo: las tradiciones y costumbres, el idioma y los valores propios. El hombre es imagen y semejanza de Dios: por esto mismo, el amor de Cristo a los hombres alcanza también a todas las múltiples formas en las que el hombre se expresa conforme a esa imagen y semejanza. Al defender vuestra identidad, no sólo ejercéis un derecho, sino que cumplís también un deber: el deber de transmitir vuestra cultura a las generaciones venideras, enriqueciendo, de este modo, a toda la nación chilena, con vuestros valores bien conocidos: el amor a la tierra, el indómito amor a la libertad, la unidad de vuestras familias».
Papa Juan Pablo II, Visita Apostólica a Temuco el 5 de abril de 1987.

### Visita apostólica del Papa Francisco (2018)
En la mañana del 17 de enero de 2018 el papa Francisco viajó a Temuco, aterrizando a las 09:05 en el Aeropuerto La Araucanía. El pontífice fue trasladado en automóvil hasta el Aeródromo Maquehue, ubicado en la comuna de Padre Las Casas, donde celebró la «Misa por el progreso de los pueblos» ante unos 200 mil feligreses. En la ocasión hizo alusiones al conflicto mapuche, iniciando su discurso con la frase en mapudungún «Mari, mari. Küme tünngün ta niemün» («Buenos días, la paz esté con ustedes»), y mediante una cita de Violeta Parra: «Arauco tiene una pena, que no la puedo callar, son injusticias de siglos que todos ven aplicar».
Más tarde regresó a la ciudad de Temuco, donde abordó el papamóvil a las 12:30 horas en la Avenida Caupolicán, hasta llegar al convento de las Hermanas de la Santa Cruz, a los pies del cerro Ñielol. Allí Francisco almorzó junto a 11 habitantes de la región de la Araucanía, incluyendo a ocho representantes de comunidades mapuches, una víctima de violencia rural de la provincia de Malleco, un descendiente de colonos suizo-alemanes y un inmigrante haitiano, además del obispo de Temuco, Héctor Vargas. La machi Francisca Linconao, acusada por la Fiscalía de participar en el asesinato del matrimonio Luchsinger-Mackay, intentó reunirse con el papa, pero la policía le impidió el acceso al almuerzo. Antes de dejar el convento, Francisco fue a la capilla del recinto, donde compartió con 40 hermanas de la Santa Cruz y religiosos de otras congregaciones. Luego el papa se trasladó al Aeropuerto de la Araucanía, donde abordó la misma aeronave para regresar a Santiago, la cual despegó a las 15:30.

## Estadísticas
Según el Anuario Pontificio 2021 la diócesis tenía a fines de 2020 un total de 450 200 fieles bautizados.
| Año                                                                             | Población            | Población | Población      | Sacerdotes | Sacerdotes    | Sacerdotes    | Bautizados por sacerdote | Diáconos permanentes | Religiosos | Religiosos | Parroquias |
| Año                                                                             | Bautizados católicos | Total     | % de católicos | Total      | Clero secular | Clero regular | Bautizados por sacerdote | Diáconos permanentes | Varones    | Mujeres    | Parroquias |
| ------------------------------------------------------------------------------- | -------------------- | --------- | -------------- | ---------- | ------------- | ------------- | ------------------------ | -------------------- | ---------- | ---------- | ---------- |
| 1948                                                                            | 317 702              | 352 498   | 90.1           | 61         | 20            | 41            | 5208                     |                      | 41         | 105        | 27         |
| 1964                                                                            | 300 000              | 350 000   | 85.7           | 75         | 31            | 44            | 4000                     |                      | 64         | 260        | 31         |
| 1970                                                                            | 320 400              | 356 000   | 90.0           | 79         | 49            | 30            | 4055                     |                      | 45         | 258        | 28         |
| 1976                                                                            | 333 500              | 400 000   | 83.4           | 47         | 18            | 29            | 7095                     | 6                    | 41         | 220        | 30         |
| 1980                                                                            | 352 000              | 442 000   | 79.6           | 49         | 19            | 30            | 7183                     | 15                   | 39         | 190        | 30         |
| 1990                                                                            | 386 600              | 495 600   | 78.0           | 50         | 27            | 23            | 7732                     | 23                   | 28         | 160        | 31         |
| 1999                                                                            | 374 400              | 520 000   | 72.0           | 65         | 40            | 25            | 5760                     | 37                   | 31         | 145        | 32         |
| 2000                                                                            | 374 400              | 520 000   | 72.0           | 64         | 40            | 24            | 5850                     | 48                   | 29         | 140        | 33         |
| 2001                                                                            | 361 000              | 530 000   | 68.1           | 72         | 45            | 27            | 5013                     | 48                   | 32         | 140        | 33         |
| 2002                                                                            | 361 000              | 530 000   | 68.1           | 66         | 45            | 21            | 5469                     | 48                   | 28         | 133        | 33         |
| 2003                                                                            | 363 204              | 563 981   | 64.4           | 71         | 47            | 24            | 5115                     | 46                   | 27         | 139        | 33         |
| 2004                                                                            | 363 204              | 563 981   | 64.4           | 69         | 50            | 19            | 5263                     | 44                   | 26         | 156        | 35         |
| 2010                                                                            | 382 000              | 590 000   | 64.7           | 65         | 44            | 21            | 5876                     | 45                   | 31         | 143        | 35         |
| 2013                                                                            | 392 000              | 606 000   | 64.7           | 69         | 49            | 20            | 5681                     | 47                   | 28         | 123        | 35         |
| 2014                                                                            | 395 000              | 611 000   | 64.6           | 71         | 49            | 22            | 5563                     | 42                   | 34         | 117        | 35         |
| 2017                                                                            | 407 000              | 636 000   | 64.0           | 70         | 49            | 21            | 5814                     | 46                   | 31         | 125        | 37         |
| 2020                                                                            | 450 200              | 703 470   | 64.0           | 56         | 40            | 16            | 8039                     | 45                   | 19         | 95         | 37         |
| Fuente: Catholic-Hierarchy, que a su vez toma los datos del Anuario Pontificio. |                      |           |                |            |               |               |                          |                      |            |            |            |

## Episcopologio
Mons. Luis Enrique Izquierdo, obispo de Concepción, creó la Gobernación eclesiástica de Temuco en 1908. Sus gobernadores eclesiásticos fueron:

### Gobernadores eclesiásticos
| I  | Ricardo Sepúlveda Hermosilla †       | 1908-1919 (renunció)                                                    |
| II | Prudencio Contardo Ibarra, C.SS.R. † | 15 de junio de 1920-14 de diciembre de 1925 (nombrado obispo de Temuco) |

El papa Pío XI crea la Diócesis de Temuco el 18 de octubre de 1925. Sus obispos fueron los siguientes:

### Obispos de Temuco
| Número | Obispo                                | Período                                                                                  |
| I      | Prudencio Contardo Ibarra, C.SS.R. †  | 18 de octubre de 1925-15 de diciembre de 1934 (renunció)                                 |
| II     | Alfredo Silva Santiago †              | 23 de febrero de 1935-4 de febrero de 1939 (nombrado obispo de la Santísima Concepción)  |
| III    | Augusto Salinas Fuenzalida, SS.CC. †  | 9 de agosto de 1939-9 de febrero de 1941 (nombrado obispo auxiliar de Santiago de Chile) |
| IV     | Alejandro Menchaca Lira †             | 9 de agosto de 1941-13 de septiembre de 1960 (renunció)                                  |
| V      | Bernardino Piñera Carvallo †          | 10 de diciembre de 1960-23 de diciembre de 1977 (renunció)                               |
| VI     | Sergio Otoniel Contreras Navia †      | 28 de diciembre de 1977- 21 de septiembre de 2001 (retirado)                             |
| VII    | Manuel Camilo Vial Risopatrón         | 21 de septiembre de 2001- 14 de mayo de 2013 (retirado)                                  |
| VIII   | Héctor Vargas Bastidas, S.D.B. †      | 14 de mayo de 2013-7 de marzo de 2022 (falleció)                                         |
| IX     | Jorge Enrique Concha Cayuqueo, O.F.M. | Desde el 4 de marzo de 2023                                                              |